# Upplands runinskrifter 982
U 982 är ett nu försvunnet vikingatida runstensfragment i Bredåker, Gamla Uppsala socken (nu Uppsala) och Uppsala kommun. Fragmentet har förgäves eftersökts vid inventeringarna på såväl 1930- och 1940-talet. Stenens storlek är omkring 0,80 x 0,45 meter.

## Inskriften
Translitterering av runraden:
[... · ufti : uifast : faþ-... ... ...]
Normalisering till runsvenska:
... æftiʀ Vifast, fað[ur sinn] ...
Översättning till nusvenska:
... efter Vifast, sin fader ...
Den Vifast som omnämns på stenen torde, enligt Richard Dybeck, vara samme man som omnämns på U 980 och U 981. Han utesluter att U 982, som ju är ett fragment, skulle kunna vara en del av de andra stenarna.